# Herbert Bauer (Maler, 1935)
Herbert Bauer (* 16. Mai 1935 in New York; † 20. März 1986 in Stuttgart) war ein Vertreter der abstrakten Malerei im Nachkriegsdeutschland.
1951 fing Bauer eine Lehre als Farblithograf an, und studierte von 1954 bis 1959 an der Staatlichen Akademie der Bildenden Künste Stuttgart. 1961 wurde er Meisterschüler von Fritz Winter an der Hochschule für Bildende Künste in Kassel. Ab 1964 arbeitete er als freischaffender Künstler.